# الحزب العمالي (المغرب)
الحزب العمالي (فرنسية: Parti Travailliste) هو حزب سياسي يساري في المغرب.
فاز الحزب في الانتخابات البرلمانية المغربية، التي جرت يوم 7 سبتمبر 2007، ب 5 مقاعد من أصل 325 مقعدا. وفاز ب 4 من أصل 395 مقعدا في الانتخابات البرلمانية، التي عقدت في 25 نوفمبر 2011.